# František Míša
František Míša (Polešovice, 5 de enero de 1913-Hradec Králové, 3 de marzo de 2005), fue un sacerdote católico checo, miembro de los Salesianos, provincial de la Provincia Salesiana Checa y preso político del régimen comunista de Checoslovaquia.

## Biografía
Nació el 5 de enero de 1913 en Polešovice. En 1925 se fue a Italia con un segundo grupo de muchachos que se interesaron por la vida salesiana. Estuvo en Perosa Argentina hasta 1928. Un año después hizo sus primeros votos religiosos. Estudió filosofía en Turín. Regresó a Checoslovaquia para realizar una pasantía salesiana de tres años, que hizo en Fryšták, Bratislava y Ostrava. Después de la práctica, comenzó a estudiar teología en la Pontificia Universidad Gregoriana de Roma. El 17 de diciembre de 1939 fue ordenado sacerdote en la basílica romana de Sacro Cuore. Después de regresar a casa durante la Segunda Guerra Mundial, fue consejero escolar para estudiantes de filosofía y teólogía, primero en Ostrava, luego en Fryšták y finalmente en Brno. Trabajó como director del oratorio en la metrópoli de Moravia. Al mismo tiempo, lideró un círculo de candidatas que querían convertirse en Hijas de María Auxiliadora. Después del final de la Segunda Guerra Mundial, estudió estudios bíblicos en Roma durante dos años y, a partir de 1948, se convirtió en director de estudiantes de teología en Osek, cerca de Duchcov.
En 1950, durante una intervención comunista contra los sacerdotes, fue llevado al campo de internamiento de Želiv, donde más tarde fue arrestado y encarcelado en Ruzyně desde noviembre de 1954 hasta marzo de 1955. Luego lo llevaron de regreso a Želiv sin juicio. Al año siguiente fue trasladado a otro campo de internamiento en Králíky. Su internamiento terminó en diciembre de 1956. Se fue a Praga y comenzó a trabajar para Vodní stavby. Hasta 1968, trabajó en diversas construcciones en Praga y sus alrededores.
Durante los siguientes tres años trabajó en la parroquia de Teplice-Trnovany. Luego, hasta su jubilación en 1973, trabajó como vigilante nocturno en Metrostav en Praga. Así pudo dedicarse a los jóvenes salesianos, para quienes organizó principalmente la formación y el estudio. También se hizo responsable de la acogida de nuevos salesianos. También asumió la responsabilidad de permitir la ordenación cuando el obispo Štěpán Trochta estaba dispuesto a consagrar nuevos candidatos.

## Provincial de los salesianos
En 1969, el anterior provincial, Antonín Dvořák, lo propuso como sucesor. Se desempeñó como inspector (provincial) durante 12 años (1969-1981). Supervisó la formación de nuevos cohermanos, sus estudios, ordenaciones sacerdotales y formación. También se dedicó a los miembros de otras partes de la familia salesiana (cumplió las promesas de las Hermanas Salesianas, los Voluntarios de Don Bosco, la Asociación de Colaboradores Salesianos) y otras actividades salesianas. Transmitió su conocimiento y experiencia bíblicos, así como la alegría y el buen humor salesiano a muchos grupos de la república.

## Muerte
Después de 1990, aceptó la invitación de las hermanas salesianas de Hradec Králové y se dedicó a la comunidad local como capellán. Sin embargo, continuó visitando a los cohermanos salesianos, especialmente a los ancianos y enfermos. Todos los años viajaba a los lugares de los comienzos de los salesianos checos, pero se interesó igualmente intensamente por el presente y el futuro de la obra salesiana. Murió en Hradec Králové a los 92 años de edad.